# Wilhelm Vogelbusch

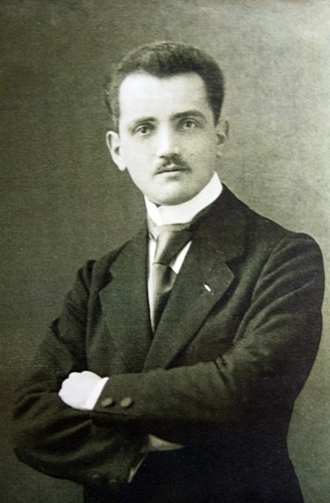
Wilhelm Vogelbusch (1920)

Wilhelm Vogelbusch (* 14. Mai 1887 in Ratingen; † 8. Januar 1979 in Wien) war ein deutsch-österreichischer Erfinder von thermischen Trennverfahren und Belüftungen für Submersfermentation für die Gärungs- und Hefeindustrie.

## Leben
Nach einer Schlosserlehre und anschließender Lehre im technischen Büro bei Ullrich & Hinrichs Act.-Ges. in Ratingen absolvierte Wilhelm Vogelbusch mit Auszeichnung die Maschinenbau- und Hüttenschule Duisburg (heute Universität Duisburg-Essen). Ab 1911 zurück bei Ullrich & Hinrichs (später Düsseldorf-Ratinger Maschinen- und Apparatebau AG) wurde er „Ingenieur für Brennerei- und Lufthefefabriks-Einrichtungen“, mit einem „Jahresgehalt von 3600 Mark“. Im Oktober 1918 ging er als Technischer Leiter zur Typha-Verwertungsgesellschaft mbH in Berlin und ein Jahr später als Technischer Direktor der Faserwerke GmbH Peitz nach Cottbus.
Als Fachmann in der Gärungs- und Hefeindustrie im ehemaligen Österreich-Ungarn nun bereits bekannt, wurde Wilhelm Vogelbusch von den Unternehmerfamilien Harmer (Ottakringer Brauerei) und Mautner Markhof nach Wien gerufen, als „technischer Berater für Apparatebau, Spiritus und Presshefe“. Im Jahre 1921 erfolgte dort die Gründung eines Technischen Büros für die Projektierung und Installation von Backhefefabriken und Alkoholanlagen. Als außergewöhnlich begabter Ingenieur beschäftigte sich Wilhelm Vogelbusch daneben laufend mit Neuentwicklungen.
Ausgehend von den Problemstellungen seiner Kunden entstanden in den darauffolgenden Jahrzehnten zahlreiche Entwicklungen von Apparaten und technischen Vorrichtungen, die bestimmend für die Fermentationsindustrie wurden. Er war ein Erfinder, der seine richtungsweisenden Erkenntnisse aus dem Labor erfolgreich in die Praxis umzusetzen wusste. Sein Hauptaugenmerk lag auf Wirtschaftlichkeit, Energieeinsparung und hoher Produktreinheit, wie er in vielen Fachpublikationen (z. B. in der VDI Zeitschrift) und mit weltweiten Patenten dokumentierte.
Im Jahr 1956 übergab Wilhelm Vogelbusch sein Unternehmen aus Altersgründen an die Mautner Markhof Pressehefefabrik in Wien. Der Übernahmevertrag enthält eine Aufstellung der Patente des Erfinders zu jenem Zeitpunkt: 38 laufende Patente, 15 angemeldete Patente und 99 abgelaufene Patente. Er blieb dem neuen Unternehmen, der Vogelbusch GmbH, jedoch weiterhin als Berater verbunden und prägte die intensive Forschungsarbeit für leistungsfähige Verfahren und Apparate für die Gärungsindustrie bis zu seinem Tode im Jahr 1979.
Mit der von ihm gewohnten wissenschaftlichen Exaktheit widmete sich Wilhelm Vogelbusch auch seinen privaten Interessen: der Jagd (doch war er eher Heger als Jäger) und dem Fotografieren und Filmen, insbesondere von Tieren. Seine Tieraufnahmen und Portraitstudien (mit einer Leica aufgenommen) wurden ihm von Leitz in Wetzlar zur Veröffentlichung in Prospekten und Zeitschriften abgekauft.

## Erfindungen

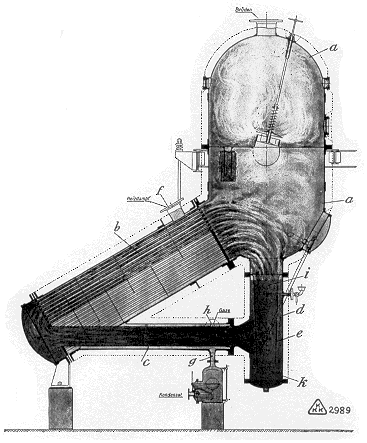
Vogelbusch Schrägrohrverdampfer

- 1925 Entwicklung des Hocheffekt-Schnellstromverdampfers
- 1930 Weiterentwicklung als Schrägrohrverdampfer
- 1932 Rotierende Feinstbelüftung mit gelochtem Flügel zur Hefeerzeugung
- 1938 Schaumabscheidezyklon für Hefefermenter
- 1946 Verfahren zur Methanolabscheidung aus alkoholhaltigen Flüssigkeiten
- 1946 Konstruktion eines Umlaufverdampfers mit senkrechten Rohren
- 1947 Destillierböden  mit Hochleistungsglocken für Rektifikationskolonnen
- 1956 Verbesserte Rotations-Hochleistungsbelüftung mit offenem Flügel für erhöhten Sauerstofftransfer
- 1956 Selbstansaugende Rotationsbelüftung für Backhefe- und Essigerzeugung
- 1958 Gleichstromfilmverdampfer für Obstsäfte
- 1959 KOMAX Verfahren für kombinierte Alkohol- und Backhefeproduktion
- 1961 AUTOXYMAX Gerät für kontinuierliche Alkoholanalyse
- 1968 Dampfsparende kombinierte Destillation/Rektifikation
- 1976 MULTICONT kontinuierliche Alkoholfermentation
- 1977 Konstruktion der IZ Tauchstrahlbelüftung